# Вента (село)
Вента (латыш. Venta) — населённый пункт в Кулдигском крае Латвии. Входит в состав Румбской волости. Находится на правом берегу реки Вента у восточной окраины города Кулдига. По данным на 2005 год, в населённом пункте проживал 361 человек. Есть центр отдыха «Букайши».

## История
В советское время населённый пункт входил в состав Румбского сельсовета Кулдигского района. В селе располагалась центральная усадьба колхоза «Вента».